# MIRC
mIRC는 1995년에 Khaled Mardam-Bey가 만든 마이크로소프트 윈도우용 인터넷 릴레이 챗(IRC) 클라이언트이다. 완전한 기능을 갖춘 채팅 유틸리티이지만, mIRC 스크립트 언어로 말미암아 확장성과 융통성을 더했다.

## 같이 보기
- mIRC 스크립트